# O Pai da Noiva (2022)
Father of the Bride (bra/prt: O Pai da Noiva) é um filme de comédia romântica estadunidense de 2022 dirigido por Gaz Alazraki e roteirizado por Matt Lopez, baseado no romance de 1949 de mesmo nome de Edward Streeter. O filme é estrelado por Andy García, Gloria Estefan, Adria Arjona, Isabela Merced, Diego Boneta e Chloe Fineman. É a terceira versão filmada da história, depois do filme original de 1950 e da nova versão de 1991. Produzido pela Plan B Entertainment, foi lançado em 16 de junho de 2022 pela Warner Bros. e HBO Max.

## Elenco
- Andy García como Billy Herrera.
- Gloria Estefan como Ingrid Herrera.
  - Emily Estefan como a jovem Ingrid Herrera.[5]
- Adria Arjona como Sofia Herrera.
- Isabela Merced como Cora Herrera.
- Diego Boneta como Adan Castillo.
- Chloe Fineman como Natalie Vance.
- Casey Thomas Brown como Kyler.
- Pedro Damián como Hernan Castillo.
- Enrique Murciano como Junior.
- Macarena Achaga como Julieta Castillo.
- Ana Fabrega como Vanessa.
- Laura Harring como Marcela Castillo.
- Ruben Rabasa como Tio Walter.
- Marta Velasco como Caridad "Chi Chi" Gonzalez.
- Sean Patrick Dawson como Junior Jr.
- Ho-Kwan Tse como Huan.
- Matt Walsh como Dr. Gary Saeger.

## Produção
Em setembro de 2020, foi anunciado que a Warner Bros. Pictures estava desenvolvendo uma adaptação latina de Father of the Bride focada nos  cubano-estadunidenses com um roteiro escrito por Matt Lopez. Em fevereiro de 2021, foi anunciado que Gaz Alazraki dirigiria o filme. Em março de 2021, foi anunciado que Andy García protagonizaria o personagem titular. Em abril de 2021, Adria Arjona, Gloria Estefan, Isabela Merced foram adicionadas ao elenco, e Diego Boneta, Enrique Murciano e Macarena Achaga se uniram ao filme em maio. Em junho de 2021, Chloe Fineman e Ana Fabrega se uniram ao elenco do filme, que agora estava sendo produzido pela Warner Bros. e distribuído pela HBO Max.
A filmagem principal começou em 22 de junho de 2021, em Atlanta, Geórgia.

## Lançamento
Foi lançado em 16 de junho de 2022, na HBO Max.

## Recepção
No site agregador de críticas Rotten Tomatoes, 80% das 55 resenhas dos críticos são positivas. O consenso do site diz: "Este Father of the Bride está longe de ser o primeiro a se casar, mas diverge inteligentemente de seus antecessores ao mesmo tempo em que reafirma o charme atemporal da história." O Metacritic, que usa uma média ponderada, atribuiu ao filme uma pontuação de 65 em 100, baseado em 13 críticos, indicando críticas "geralmente favoráveis".